# Park Tae-Joon
Park Tae-Joon (en coreano: 박태준; 6 de junio de 2004) es un deportista surcoreano que compite en taekwondo.
Participó en los Juegos Olímpicos de París 2024, obteniendo una medalla de oro en la categoría de –58 kg. Ganó una medalla de oro en el Campeonato Mundial de Taekwondo de 2023 y dos medallas en el Campeonato Asiático de Taekwondo, oro en 2022 y plata en 2024.

## Palmarés internacional
| Juegos Olímpicos    | Juegos Olímpicos          | Juegos Olímpicos | Juegos Olímpicos |
| Año                 | Lugar                     | Medalla          | Categoría        |
| ------------------- | ------------------------- | ---------------- | ---------------- |
| 2024                | París (Francia)           | Medalla de oro   | –58 kg           |
| Campeonato Mundial  |                           |                  |                  |
| Año                 | Lugar                     | Medalla          | Categoría        |
| 2023                | Bakú (Azerbaiyán)         | Medalla de oro   | –54 kg           |
| Campeonato Asiático |                           |                  |                  |
| Año                 | Lugar                     | Medalla          | Categoría        |
| 2022                | Chuncheon (Corea del Sur) | Medalla de oro   | –54 kg           |
| 2024                | Đà Nẵng (Vietnam)         | Medalla de plata | –58 kg           |